# Langøyna (Øygarden)
Ne doit pas être confondu avec Langøyna.
Langøyna est une île dans le landskap Sunnhordland du comté de Vestland. Elle appartient administrativement à Øygarden.

## Géographie
Rocheuse et couverte d'une légère végétation, elle s'étend sur environ 1,118 km de longueur pour une largeur approximative de 600 m.

## Histoire
L'île a compté 8 habitants en 1900 et 29 en 1900.